# Odkaz (seriál)
Odkaz (v anglickém originále Legacies) je americký fantastický televizní seriál, jehož autorkou je Julie Plec. Vysílán je na stanici The CW od 25. října 2018. Jedná se o spin-off seriálu The Originals.

## Příběh
Na Salvatorově internátní škole pro mladé a nadané dospívá další generace nadpřirozených bytostí. Škola poskytuje útočiště, kde se nadpřirozené bytosti mohou naučit ovládat své schopnosti a impulsy. Ústřední postavou je Hope Mikaelsonová, která je prvním tribridem – hybridem s krví vlkodlaka, upíra i čarodějek. S problémy jí pomáhají i dvojčata Alarica Saltzmana, siphonské čarodějnice Lizzie a Josie. Do školy se nově přidává vlkodlak Rafael a jeho bratr Landon, který je však člověk, nebo to si alespoň všichni, včetně něj, myslí.

## Obsazení

### Hlavní role
- Danielle Rose Russell jako Hope Mikaelsonová
- Aria Shahghasemi jako Landon Kirby
- Kaylee Bryant jako Josette „Josie“ Saltzmanová
- Jenny Boyd jako Elizabeth „Lizzie“ Saltzmanová
- Quincy Fouse jako Milton „MG“ Greasley
- Peyton Alex Smith jako Rafael Waithe
- Matt Davis jako Alaric Saltzman
- Chris Lee jako Kaleb (2.–3. řada, v 1. řadě jako host)
- Ben Levin jako Jed, vlkodlak, bývalý alpha (3. řada, v 1.–2. řadě jako host)
- Leo Howard jako Ethan (3. řada, ve 2. řadě jako host)

### Vedlejší role
- Karen David jako Emma Tigová
- Demetrius Bridges jako Dorian Williams, knihovník
- Lulu Antariksa jako Penelope Parková, čarodějnice, bývalá přítelkyně Josie
- Nick Fink jako Ryan Clarke
- Thomas Doherty jako Sebastian (2. řada)
- Alexis Denisof jako profesor Vardemus (2. řada)
- Bianca Santos jako Maya (2. řada)
- Olivia Liang jako Alyssa Changová (2. a 3. řada)
- Ben Geurens jako Necromancer

### Hostující role
- Zach Roerig jako Matt Donovan
- Steven R. McQueen jako Jeremy Gilbert
- Jodi Lyn O'Keefe jako Josette „Jo“ Laughlinová

## Produkce

### Vývoj
V srpnu 2017 se poprvé začalo mluvit o produkci spin-offu seriálu The Originals, který by se soustředil na Hope Mikaelsonovou, dceru Klause Mikaelsona a Hayley Marshallové. V lednu 2018 byl objednán pilotní díl a v květnu 2018 objednala stanice The CW pro svoji televizní sezónu 2018–2019 první řadu seriálu. V červnu 2018 bylo oznámeno, že pilotní díl bude vysílán 25. října 2018. Počátkem října 2018 stanice The CW uvedla, že pro seriál objednala další tři scénáře, ke kompletnímu objednání tří epizod došlo o měsíc později; první řada tak čítá 16 dílů.

### Casting
V březnu 2018 bylo oznámeno, že Matt Davis si znovu zahraje roli Alarica Saltzmana a Danielle Rose Russell roli Hope Mikaelsonové. Zveřejněna byla i informace, že se objeví také Aria Shahghasemi, který v The Originals ztvárnil Hopeina kamaráda Landona. Na červencovém Comic-Conu bylo oznámeno, že Paul Wesley bude režírovat jednu z epizod a že v první řadě seriálu se objeví Zach Roerig. Steven R. McQueen si objevil ve třetím díle seriálu v roli Jeremyho Gilberta.

## Vysílání
| Řada | Díly | Premiéra v USA | Premiéra v USA  | Premiéra v ČR   | Premiéra v ČR  |
| Řada | Díly | První díl      | Poslední díl    | První díl       | Poslední díl   |
| ---- | ---- | -------------- | --------------- | --------------- | -------------- |
| 1    | 16   | 25. října 2018 | 28. března 2019 | 8. ledna 2019   | 23. dubna 2019 |
| 2    | 16   | 10. října 2019 | 26. března 2020 | 7. ledna 2020   | 21. dubna 2020 |
| 3    | 16   | 21. ledna 2021 | 24. června 2021 | 14. března 2021 | 8. srpna 2021  |
| 4    | 20   | 14. října 2021 | 16. června 2022 | 17. května 2022 | 27. září 2022  |

Úvodní díl seriálu měl premiéru 25. října 2018. Dne 31. ledna 2019 bylo ohlášeno, že seriál získal druhou řadu, která měla premiéru dne 10. října 2019. Dne 7. ledna 2020 televize The CW uvedla, že seriál bude mít třetí řadu, která měla premiéru v lednu 2021. K oznámení objednání čtvrté řady ze strany stanice The CW došlo 3. února 2021, její úvodní díl byl odvysílán v říjnu 2021.